# 長井秀典
長井 秀典（ながい ひでのり、1959年12月1日 - ）は、日本の裁判官。大津地方裁判所部総括判事兼大津家庭裁判所部総括判事を経て大阪地方裁判所部総括判事（第14刑事部）。
東京大学卒業。富山県出身。

## 経歴
- 1983年　司法修習生
- 1985年　大阪地方裁判所判事補
- 1987年　広島地方裁判所呉支部・広島家庭裁判所呉支部判事補
- 1990年　京都地方裁判所判事補
- 1993年　書記官研修所教官
- 1996年　大阪地方裁判所判事
- 1999年　神戸地方裁判所伊丹支部・神戸家庭裁判所伊丹支部判事
- 2000年　神戸地方裁判所伊丹支部長・神戸家庭裁判所伊丹支部長
- 2002年　大阪高等裁判所判事
- 2005年　大津地方裁判所（刑事部）・大津家庭裁判所部総括判事
- 2008年4月　大阪地方裁判所部総括判事
- 2018年 岡山家庭裁判所所長[1]
- 2020年　大阪高裁第二刑事部総括判事

## 担当訴訟
- 滋賀県長浜市園児殺害事件（2007年、一審大津地裁裁判長）
- 民家に連続放火をした元NHK記者に懲役7年の実刑判決（2007年、一審大津地裁裁判長）
- 日野町事件 小売販売店店主を殺害死体遺棄をした事件　警察による自白の強要があったとの再審請求を棄却。更に即時抗告審までも異動先の大阪高裁第二刑事部総括判事・裁判長判事として担当しかけた。
- オートバイを強奪しようとし2人を死傷させたとする被告達に対し、主犯格の男に懲役20年（求刑無期懲役）、共犯の男4人に懲役10年の判決（2007年　大津地裁裁判長）
- 在日中国人への傷害致死事件で被告に懲役6年の実刑判決1
- 在日韓国人韓国籍女性による傷害致死事件で被告に執行猶予5年の判決2
- 強姦（ごうかん）などの罪で当時22歳の男性に懲役12年を言い渡したが、その後、被害者の証言が虚偽だったことが判明、無罪となり、3年間収監されていた男性は釈放された。
- 2014年（平成26年）6月22日未明に、職務質問で発見された大麻や覚醒剤所持で逮捕された被告人について、許可無く捜索令状なしで行った行為で、違法収集証拠排除法則を適用。大阪地方検察庁側が懲役1年6ヶ月の求刑をしたのに対し、被告人に無罪判決を言い渡した。
- 淡路島5人殺害事件（2017年、一審神戸地裁裁判長）